# Мејфилд (Њујорк)
Мејфилд (енгл. Mayfield) град је у америчкој савезној држави Њујорк.

## Демографија
По попису из 2010. године број становника је 832, што је 32 (4,0%) становника више него 2000. године.
| Група             | 2000.       | 2010.       |
| Белци             | 781 (97,6%) | 802 (96,4%) |
| Афроамериканци    | 4 (0,5%)    | 4 (0,5%)    |
| Азијати           | 0 (0,0%)    | 5 (0,6%)    |
| Хиспаноамериканци | 6 (0,8%)    | 14 (1,7%)   |
| Укупно            | 800         | 832         |